# Wasserstraßen- und Schifffahrtsamt Hann. Münden

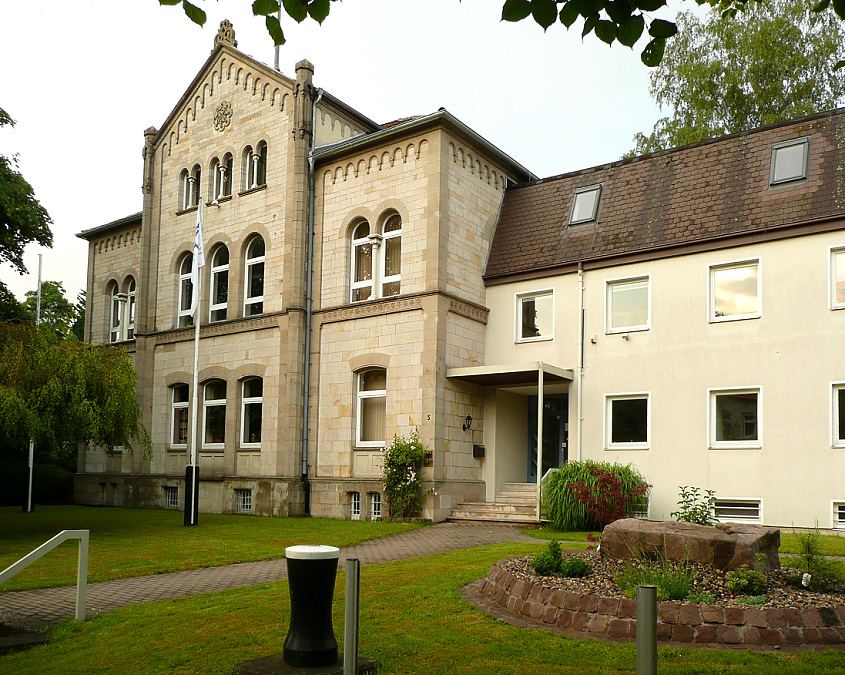
Dienstgebäude des WSA Hann. Münden

Das Wasserstraßen- und Schifffahrtsamt Hann. Münden (WSA Hann. Münden) war ein Wasserstraßen- und Schifffahrtsamt in Deutschland. Es gehörte zum Dienstbereich der Generaldirektion Wasserstraßen und Schifffahrt, vormals Wasser- und Schifffahrtsdirektion Mitte.
Durch die Zusammenlegung der Wasserstraßen- und Schifffahrtsämter Hann. Münden und Verden ging es am 4. Februar 2020 im neuen Wasserstraßen- und Schifffahrtsamt Weser auf.

## Zuständigkeitsbereich
Das Wasserstraßen- und Schifffahrtsamt Hann. Münden war zuständig für die Bundeswasserstraßen Weser von Hann. Münden bis Kleinenwieden (km 154,0, Grenze zum Amtsbereich des Wasserstraßen- und Schifffahrtsamtes Minden), die Werra von Falken und die Fulda von Mecklar bis Hann. Münden. Weiterhin war das Wasserstraßen- und Schifffahrtsamt Hann. Münden zuständig für die Eder- und die Diemeltalsperre. Es war damit das einzige Wasserstraßen- und Schifffahrtsamt, das Talsperren bewirtschaftete.

## Aufgabenbereich

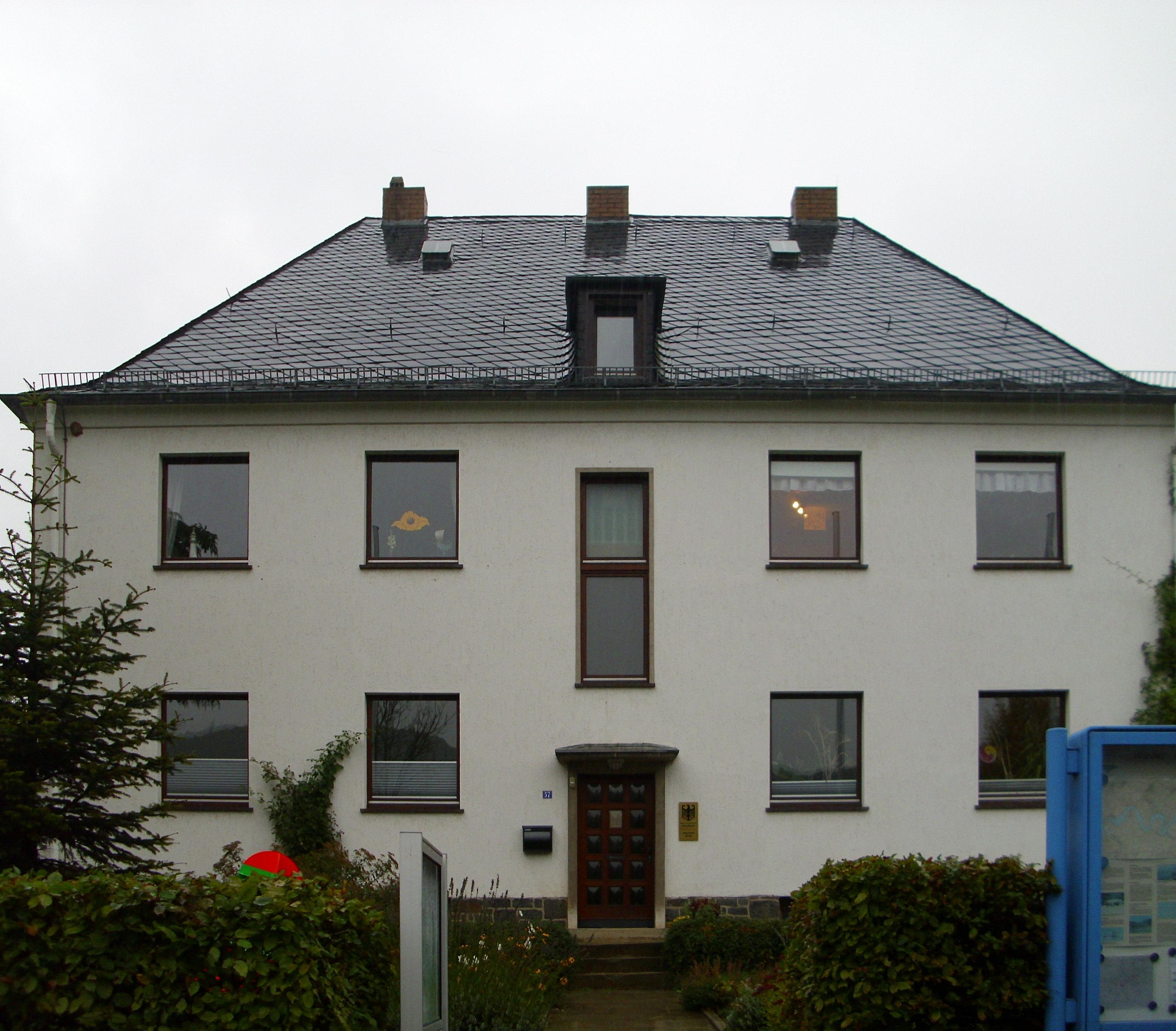
Außenstelle Edertal

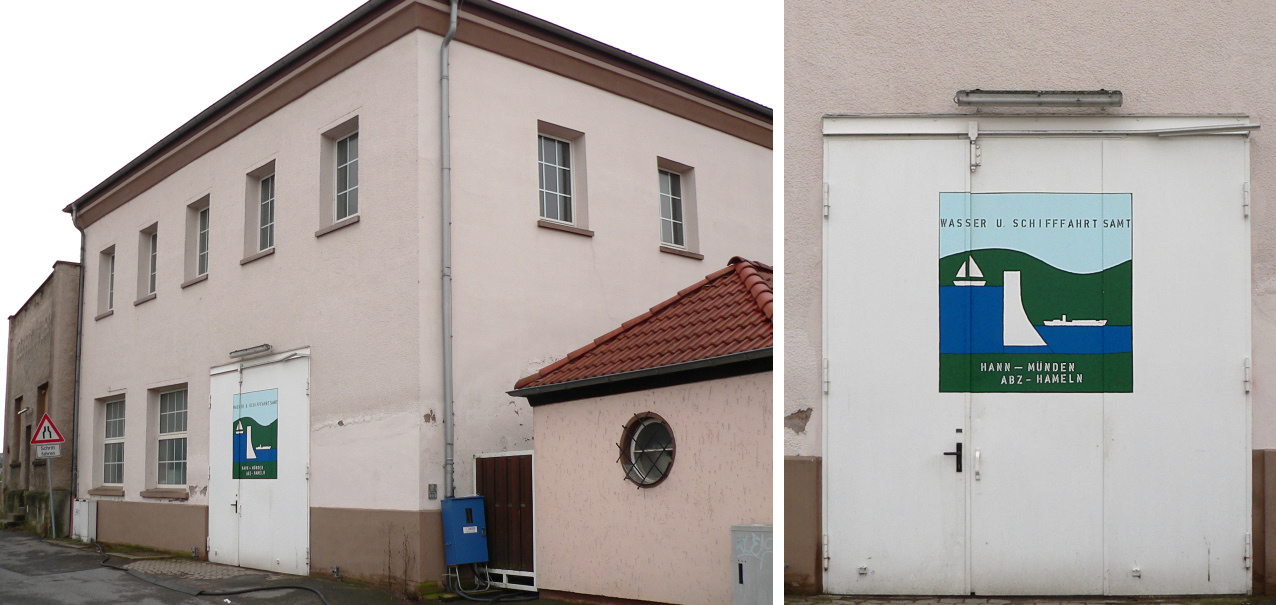
Außenstelle Hameln mit dem ehemaligen Logo auf dem Tor

Zu den Aufgaben des Wasserstraßen- und Schifffahrtsamtes Hann. Münden gehörten:
- Unterhaltung der Bundeswasserstraßen im Amtsbereich
- Betrieb und Unterhaltung baulicher Anlagen wie beispielsweise Wehre, Schleusen und Brücken
- Bewirtschaftung der Eder- und Diemeltalsperre
- Aus- und Neubau
- Unterhaltung und Betrieb der Schifffahrtszeichen
- Messung von Wasserständen
- Übernahme strom- und schifffahrtspolizeilicher Aufgaben.

## Außenbezirke
Zum Wasserstraßen- und Schifffahrtsamt Hann. Münden gehörten Außenbezirke in Edertal, Rotenburg a.d. Fulda, Hann. Münden, Höxter und Hameln.

## Ehemaliges Logo
Das ehemalige Logo des Wasserstraßen- und Schifffahrtsamtes Hann. Münden zeigt eine Talsperre, mit der sich der Wasserstand eines Flussen regulieren lässt, um seine Beschiffung zu gewährleisten. Die Darstellung stand stellvertretend für die Eder- und Diemeltalsperre sowie die Weser.

## Strukturreform
Im Rahmen einer 2011 angedachten Strukturreform der Wasserstraßen in Deutschland wurde überlegt, die Oberweser nicht mehr für den Güterverkehr zu unterhalten. In diesem Zusammenhang wurde über eine Schließung des Wasserstraßen- und Schifffahrtsamtes Hann. Münden nachgedacht. Diese Überlegungen wurden jedoch im April 2011 verworfen. Die Zusammenlegung der Wasserstraßen- und Schifffahrtsämter in Hann. Münden, Verden und Minden wurde überlegt. Das Wasserstraßen- und Schifffahrtsamt Minden ging im Februar 2020 im neuen Wasserstraßen- und Schifffahrtsamt Mittellandkanal / Elbe-Seitenkanal, die Wasserstraßen- und Schifffahrtsämter Hann. Münden und Verden im neuen Wasserstraßen- und Schifffahrtsamt Weser auf.

## Kleinfahrzeugkennzeichen
Den Kleinfahrzeugen im Bereich des Wasserstraßen- und Schifffahrtsamtes Hann. Münden wurden Kleinfahrzeugkennzeichen mit der Kennung GÖ zugewiesen.

## Schriften (Auswahl)
- Andrea Rabini (Red.): Festschrift 100 Jahre Edertalsperre, hrsg. vom Wasser- und Schifffahrtsamt Hann.Münden, Rostock: Bundesamt für Seeschifffahrt und Hydrographie, 2014